# 冠园丁鸟
冠园丁鸟（学名：Amblyornis macgregoriae），是雀形目园丁鸟科的一种鸟类。
冠园丁鸟体重约117.47克，翼长约131.6毫米，嘴峰长约26.7毫米，喙宽度约7.6毫米，喙厚度约8.8毫米，跗蹠长约37.3毫米，尾长约88.4毫米。冠园丁鸟在其分布区内为留鸟，其栖息在密集的高大树木组成的森林中，食性为草食性，主要食物来源是水果。

## 亚种
- ：分布于新几内亚的Weyland山脉、拿骚湾（英语：Nassau Bay, Papua New Guinea）和Jayawijaya山脉（英语：Jayawijaya Mountains）。
- ：分布于新几内亚中央山脉、休恩半岛和阿德尔伯特山脉。
- ：分布于新几内亚东北部休恩半岛的山区，分类地位有争议，也被认为是独立物种休恩亭鸟。
- ：分布于巴布亚新几内亚芒特哈根。
- ：分布于巴布亚新几内亚东北部博薩維山。
- ：分布于巴布亚新几内亚东南部欧文斯坦利山脉。[4]